# د میراژ
دِ میراژ (به انگلیسی: The Mirage) نگاره‌ای ثبت‌شده در شب از نمای بیرونی هتل ۵ ستارهٔ دِ میراژ، واقع در بلوار مشهور شهر لاس وگاس، آمریکا.
این هتل با بیش از ۳۰۰۰ اتاق، در سال ۱۹۸۹ میلادی، در سبک طراحی پُلی‌نِزی بنا شد و اکنون در مالکیت گروه اقامتگاه‌های بین‌المللی ام‌جی‌ام قرار دارد.

## مشخصات
- ارتفاع: ۱۴۶ متر[۱]

## نگارخانه

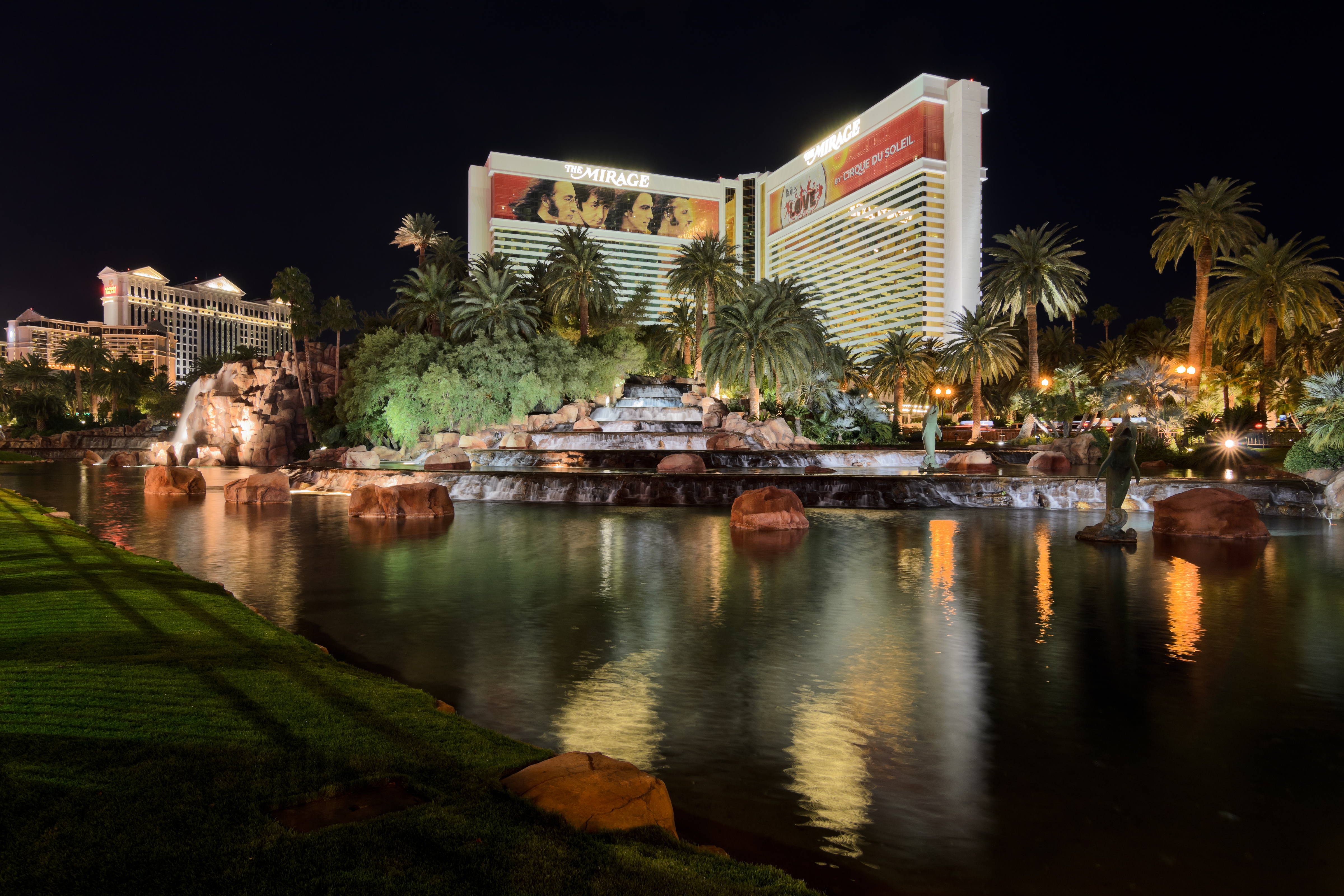
نگاره‌ای ثبت‌شده در شب از نمای بیرونی هتل